# Taillecourt
Taillecourt é uma comuna francesa na região administrativa de Borgonha-Franco-Condado, no departamento de Doubs. Estende-se por uma área de 1,86 km². Em 2010 a comuna tinha 1 126 habitantes (densidade: 605,4 hab./km²).